# Мандат
В политиката мандатът е власт, получена от избирателите да се действа като негов представител. Често се казва, че изборите са дали мандат на новото избрано правителство да провежда определена политика (обявена от победилата политическа партия).
Периодът, за който някой (правителство, президент) е избран да управлява, също се нарича мандат. Съответно, когато правителството се стреми към преизбиране, се казва, че иска „нов мандат“.